# Norddeutscher Hof (Gdańsk)
Norddeutscher Hof – prestiżowy hotel w Gdańsku, który znajdował się naprzeciwko dworca kolejowego Gdańsk Główny. Zniszczony pod koniec II wojny światowej.

## Historia
Obiekt został przebudowany (z istniejącego wcześniej budynku) na początku lat trzydziestych przez architekta Paula Hofera. Został otwarty 1 sierpnia 1931. Dysponował 130 pokojami ze 150 łóżkami, wielką owalną salą restauracyjną na 450 osób oraz kawiarnią - ogrodem zimowym na najwyższym V piętrze, z widokiem na Gdańsk i okolice. Po modernizacji dokonanej pod koniec lat 30. XX wieku, m.in. zmieniono fasady. Hotel zmienił także nazwę na Eden Hotel.
Hotel był jednym z miejsc w Gdańsku, gdzie funkcjonowała nieformalna „giełda” informacji szpiegowskich zasilana głównie przez środowiska białogwardyjskie.
Został zniszczony pod koniec II wojny światowej i nieodbudowany.